# Arnold Freiberger

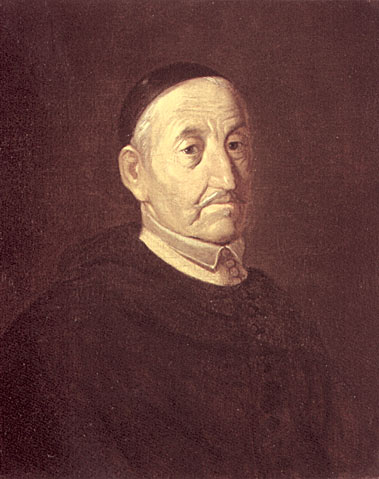
Arnold Freiberger, gemalt von Michael Willmann etwa 1672

Arnold Freiberger (* 1589 in Spandau; † 1672 in Leubus) war ein deutscher Geistlicher und Abt des Klosters Leubus.

## Leben
Freiberger konvertierte zum Katholizismus und wurde während des Dreißigjährigen Krieges 1636 zum Abt der ältesten schlesischen Zisterzienserabtei Leubus gewählt. Als die Schweden das Kloster zwei Jahre später besetzten, floh Freiberger mit dem gesamten Konvent nach Breslau, wo er zehn Jahre im Leubuser Haus blieb. Ab 1649 gelang es Freiberger, das Kloster wieder zu neuer Blüte zu führen. 
Freiberger, unter dem das Kloster seine glanzvollste Zeit erlebte, gilt als bedeutendster Abt von Leubus. Er erwies sich noch während des Krieges als überaus erfolgreicher Wirtschaftsfachmann. Viele der zerstörten Klostergüter wurden wieder aufgebaut und die Kriegsschulden abgetragen. Die Abteikirche erhielt neue Glocken, Leuchter und Orgeln. Durch den ebenfalls zum Katholizismus konvertierten Maler Michael Willmann (1630–1706) entwickelte sich Leubus ab 1660 zum Mittelpunkt der schlesischen Barockmalerei. Der Abt ließ die Klosterschule erneuern sowie kunstvolle Gärten und eine Wasserleitung anlegen. Außerdem errichtete er eine steinerne Mariensäule auf dem Klosterplatz.
Inmitten der zeitweilig protestantisch geprägten Umgebung behauptete sich die Abtei dank einer geschickten Politik Freibergers. Er pflegte gute Beziehungen zum protestantischen Adel und war liberal im Umgang mit Andersgläubigen. Gleichzeitig unterhielt er beste Kontakte zum Haus Habsburg, das dem Kloster beim Wiederaufbau finanzielle Hilfe gewährte. Im Gegenzug leistete das Stift bei der Rekatholisierung Schlesiens durch die Österreicher große Unterstützung.